# دار رادوغا
دار رادوغا تأسست سنة 1982 في موسكو. وتهتم بنشر الأدب الروسي والأجنبي، كتب الأطفال، الروايات الرومانسية، الأعمال الشعرية المترجمة بلغتين، النقد الأدبي، الإدارة، وكتب باللغات الأجنبية، وكتب الخيال العلمي، المذكرات والسير الذاتية وكتب العلاج الشعبي. رادوغا (بالروسية: Радуга) تعني «قوس قزح» بالروسية.